# Pidof

Comanda UNIX pidof tipărește identificatorul procesului (process identifier) specificat pe linia de comandă. Se mai poate folosi ps și pgrep pentru a obține același lucru.
În unele variante UNIX este implementat ca un link simbolic către comanda killall5 din System V.

## Sintaxă
```
pidof [opțiuni] program
```

Când este rulat dintr-un script, valorile returnate sunt:
- 0 - cel puțin un program cu acest nume a fost găsit
- 1 - niciun program cu acest nume nu a fost găsit

## Exemple
```
# pidof ntpd
3580 3579
```

```
# pidof emacs
22256
```

```
# pidof file
10269
```